# Philyra brasiliensis
Philyra brasiliensis là một loài thực vật có hoa trong họ Đại kích. Loài này được Klotzsch miêu tả khoa học đầu tiên năm 1841.